# قائمة قصور إيطاليا

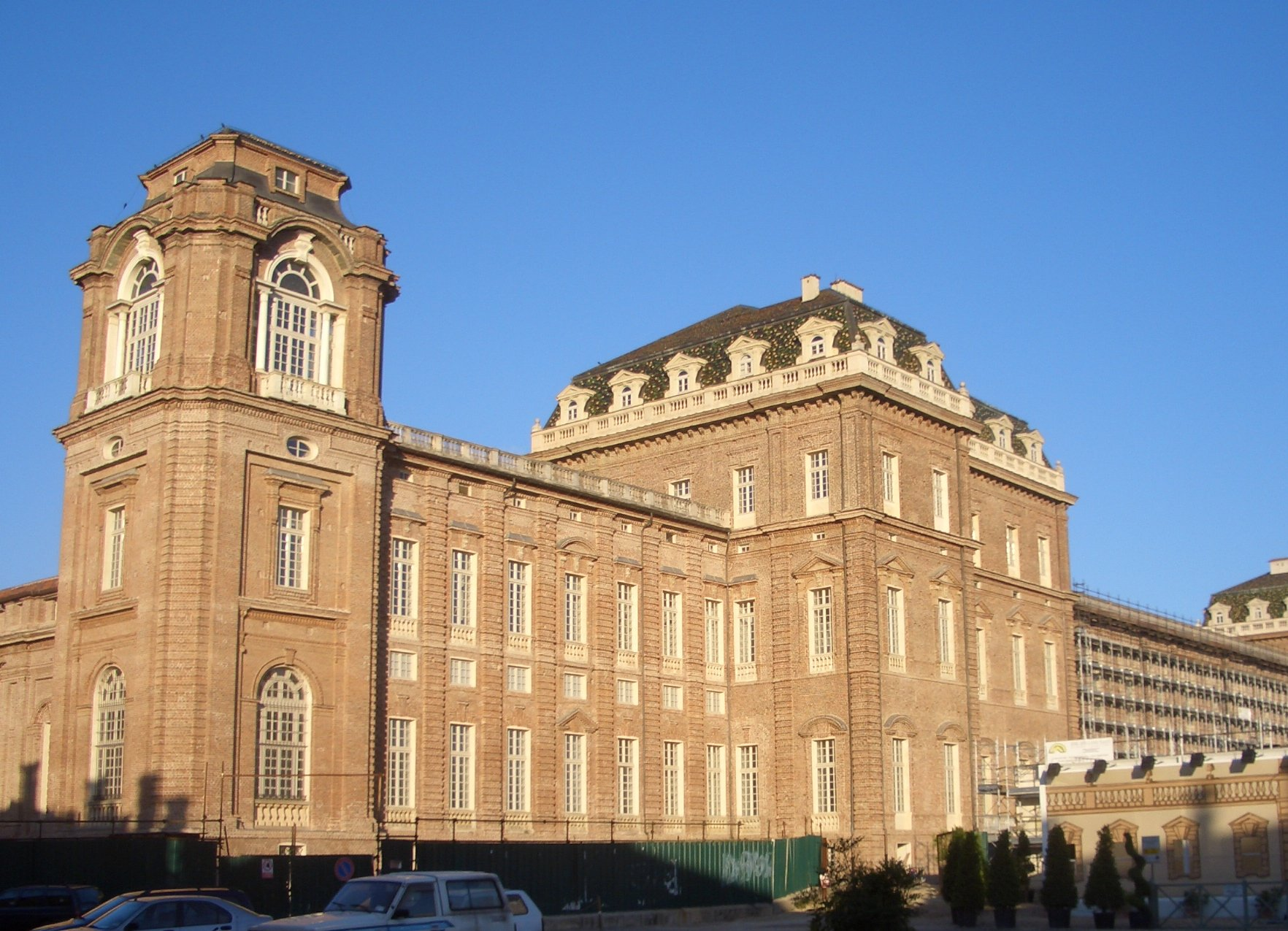
قصر فيناريا

قصر هو مقر إقامة كبير، وخاصة ما يتعلق بالمقرات الملكية والرئاسية، أو الأعيان رفيعي المستوى، كالأساقفة، كما يطلق قصر على المباني الفخمة والمزخرفة.

## قائمة قصور إيطاليا
تحتوي هذه القائمة على أسماء قصور في إيطاليا.
- بالاتسو دي نورماني

- كاستل غاندلفو

- معرض أوفيزي
- مقر وزارة المالية (إيطاليا)

- بالاتسينا دي كاكشيا في ستوبينيجي

- قصر فيناريا

- قصر دوجي

- قصر غريماني

- كا بيسارو
- كا دورو
- كا ريتزونيكو
- كا فوسكاري

- مؤسسة كويريني ستامباليا

- القصر الملكي في تورينو

- قصر كارينيانو
- قصر ماداما

- قصر سان جورجو

- القصر الرسولي

- غاليريا شارا

- فيلا فارنيسينا

- قصر سبادا
- قصر فارنيزي
- قصر كيجي
- قصر كيرينالي
- قصر لاتيرانو

- متحف روما الوطني
- معرض بورغيزي

- بالاتسو روتشيلاي

- قصر بيتي
- قصر فيكيو

- قصر ديل تي
- قصر ليتا

- القصر الملكي في كابوديمونتي

- القصر الملكي في نابولي

- متحف كابوديمونتي الوطني